# Rafael Rieger
Rafael Manfred Rieger OFM (* 1973 in Hof als Manfred Rieger; auch: Rafael M. Rieger) ist ein deutscher Franziskaner, Kirchenrechtler und Professor an der Katholischen Universität Eichstätt-Ingolstadt.

## Leben
Manfred Rieger wuchs in Niederbayern auf. Unmittelbar nach dem Abitur, das er 1993 in Straubing ablegte, trat er in die damalige Bayerische Provinz des Franziskanerordens ein und erhielt den Ordensnamen Rafael. Er studierte Philosophie und Theologie in München, Rom und Canterbury und wurde 2001 zum Priester geweiht. 2004 erwarb er an der Westfälischen Wilhelms-Universität Münster das Lizentiat im kanonischen Recht mit einer Arbeit über hochschulrechtliche Fragen bezüglich der Dozenten an staatlichen katholisch-theologischen Fakultäten in Deutschland und promovierte 2009 an der Ludwig-Maximilians-Universität München über sozialethische Fragen bei unternehmerischem Engagement von Ordensgemeinschaften. Bis 2017 erhielt er Lehraufträge an der LMU München, der Julius-Maximilians-Universität Würzburg und der Philosophisch-Theologische Hochschule SVD St. Augustin. Es schloss sich im Sommersemester 2017 eine Lehrstuhlvertretung in Würzburg an. Von 2017 bis 2019 hatte er den Lehrstuhl für Kirchenrecht an der PTH St. Augustin inne. Am 8. Dezember 2020 wurde er mit einer Untersuchung über die Frage der Verjährung im kanonischen Recht habilitiert und erhielt die Lehrbefähigung für das Fachgebiet kanonisches Recht. Zum 1. August 2021 wurde er zum Inhaber des Lehrstuhls für Kirchenrecht und Kirchliche Rechtsgeschichte der Katholischen Universität Eichstätt-Ingolstadt ernannt.
Rafael Riegers Forschungsschwerpunkte liegen im Bereich des kanonischen Sendungs- und Sanktionsrechts und des Ordensrechts. Hier interessiert ihn auch die Frage, wie die in den Frauenorden angewendeten Leitungsmodelle für die Gesamtkirche fruchtbar gemacht werden können; immerhin seien 80 Prozent der Angehörigen von Ordensgemeinschaften Ordensfrauen. Im Rahmen einer Hochschulreform im Zuge des Bologna-Prozesses war er auch mit Hochschulrecht befasst, wo ein weiteres Arbeitsfeld Riegers liegt.
Neben seiner wissenschaftlichen Tätigkeit engagierte Rieger sich auch in der Seelsorge sowie in der Verwaltung und Leitung seines Ordens. 2015 ernannte ihn Papst Franziskus zum Missionar der Barmherzigkeit. Er ist Diözesanrichter am Erzbischöflichen Konsistorium und Metropolitangericht München. An der Römischen Kurie war er von 2010 bis 2014 in der Kongregation für die Glaubenslehre, anschließend bis 2015 in der Kongregation für das Katholische Bildungswesen tätig.

## Veröffentlichungen
- Communiter sint sacerdotes. Standesanforderungen für Dozenten an den staatlichen katholisch-theologischen Fakultäten in Deutschland nach Kirchen- und Staatskirchenrecht. Ludgerus-Verlag, Essem 2005, ISBN 978-3-87497-251-2.
- Unternehmerisches Engagement von Orden. Sozialethische Orientierungen für korporatives Wirtschaften. Aschendorff Verlag, Münster 2010, ISBN 978-3-402-10633-4.
- Als Herausgeber mit Hans Zollner u. a.: Auf dem Weg zu Heilung und Erneuerung. Das Symposium zum Sexuellen Missbrauch Minderjähriger, Päpstliche Universität Gregoriana, 6.–9. Februar 2012. Don Bosco Medien, München 2012, ISBN 978-3-7698-1969-4.
- Als Herausgeber mit Matthias Pulte: Ecclesiae et scientiae fideliter inserviens : Festschrift für Rudolf Henseler CSsR zur Vollendung des 70. Lebensjahres. Echter Verlag, Würzburg 2019, ISBN 978-3-429-05422-9.
- Verjährung im kanonischen Recht. Studien zum Telos eines Rechtsinstituts. EOS – Editions Sankt Ottilien, St. Ottilien 2021, ISBN 978-3-8306-8057-4.